# مات كينغ (لاعب كريكت)
مات كينغ (25 فبراير 1994 في المملكة المتحدة - ) (بالإنجليزية: Matt King)‏ هو لاعب كريكت بريطاني. لعب مع نادي مقاطعة هامبشاير للكريكت ‏.

## وصلات خارجية
- مات كينغ على موقع إي آس بي آن كريك إنفو (الإنجليزية)